# Хома Ярослав Богданович
Ярослав Богданович Хома (* 17 лютого 1974, с. Колбаєвичі, Самбірський район, Львівська область) — український футболіст, півзахисник.

## Життєпис
Разом з братом закінчив Український державний лісотехнічний університет (УкрДЛТУ), нині Національний лісотехнічний університет України).

### Клубна кар'єра
Вихованець самбірського футболу. Перший тренер — Петро Петрович Галушка. У 1994 році почав свою кар'єру у третьоліговому «Промені» (Самбір). З 1996 року почав грати під керівництвом Віталія Кварцяного: спочатку у луцькій «Волині», а потім у хмельницькому «Поділлі».
У 1999 році перейшов у львівські «Карпати». Звідти в 2001 році викликався у збірну України. Після того був запрошений в донецький «Шахтар». Хома провів у оранжево-чорній футболці лише один матч і початок наступного чемпіонату зустрів знову в «Карпатах».
У 2003 році був дискваліфікований на 7 місяців за підозрою у вживанні допінга. На той час ігрову практику підтримував у «Карпатах» (Кам'янка-Бузька). Після вильоту львівських «Карпат» у першу лігу перейшов в запорізький «Металург».
Сезон 2005–2006 провів у «Волині». А в наступному сезоні завершив професійні виступи в дублі криворізького «Кривбасу».

## Виступи за збірну
За збірну зіграв 14 лютого 2001 року під час відбору на чемпіонат світу 2002 в матчі проти збірної Грузії, вийшовши на заміну на 81 хвилині.

## Досягнення
- Срібний призер чемпіонату України: 2000–2001